# أكمية لوديمانية
أكمية لوديمانية (الاسم العلمي: أكمية lueddemanniana) هي نوع من جنس الأكمية. الموطن الأصلي لهذا النوع من النباتات هو كوستاريكا، غواتيمالا، بليز، الهندوراس، وجنوب المكسيك حيث تمتد شمالاً إلى ولاية فيراكروز.

## الوصف
أزهار وردية أنبوبية الشكل، تمتد فترة الإزهار من شهر حزيران حتى شهر آب. تثمر هذه النبتة توتاً أرجوانياً، وتنمو في الأماكن المعتمة جزئياً.

## الأصناف
تزرع هذه النبتة بشكل واسع للزينة، وتشمل الأصناف التالية:
- أكمية ألفاريز (بالإنجليزية: Aechmea Alvarez)
- أكمية الشفق (بالإنجليزية: Aechmea Aurora)
- أكمية باليرينا (بالإنجليزية: Aechmea 'Ballerina')
- أكمية بلانكا ألفاريز (بالإنجليزية: Aechmea 'Blanca Alvarez')
- الأكمية الغريبة والغامضة (بالإنجليزية: Aechmea 'Exotica Mystique')
- أكمية ميند (بالإنجليزية: أكمية لوديمانية)
- أكمية بينكي (بالإنجليزية: Aechmea 'Pinkie')
- أكمية اللآلئ السماقية (بالإنجليزية: Aechmea 'Porphyry Pearls')
- أكمية الجوهرة الأرجوانية (بالإنجليزية: Aechmea 'Purple Gem')
- أكمية رودكو (بالإنجليزية: Aechmea 'Rodco')
- أكمية معكوس رودكو (بالإنجليزية: Aechmea 'Rodco Inverta')
- أندرول أكمية العملاق (بالإنجليزية: ×Androlaechmea 'Cyclops')

## صور

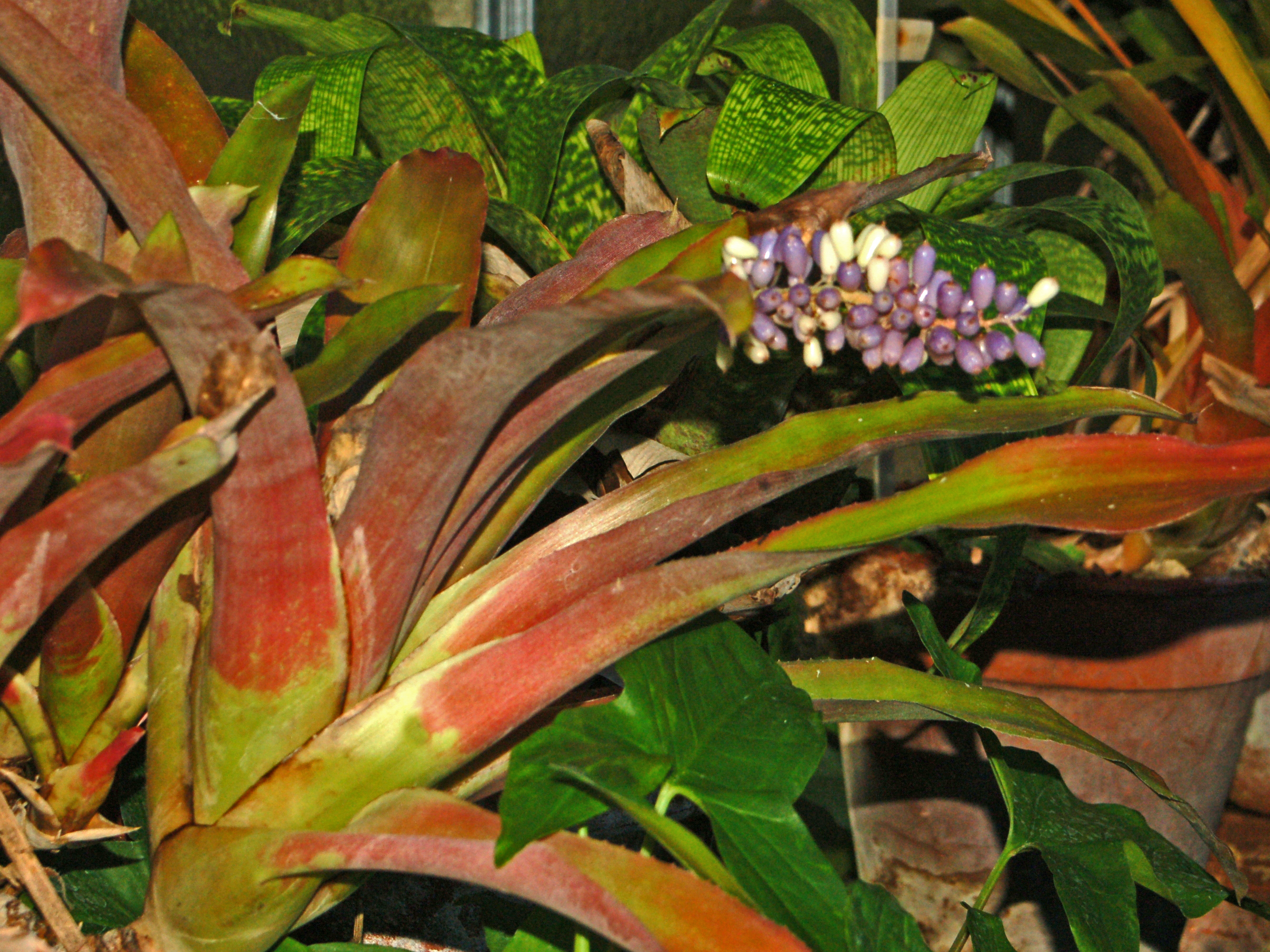
بروميليات - أكمية لوديمانية
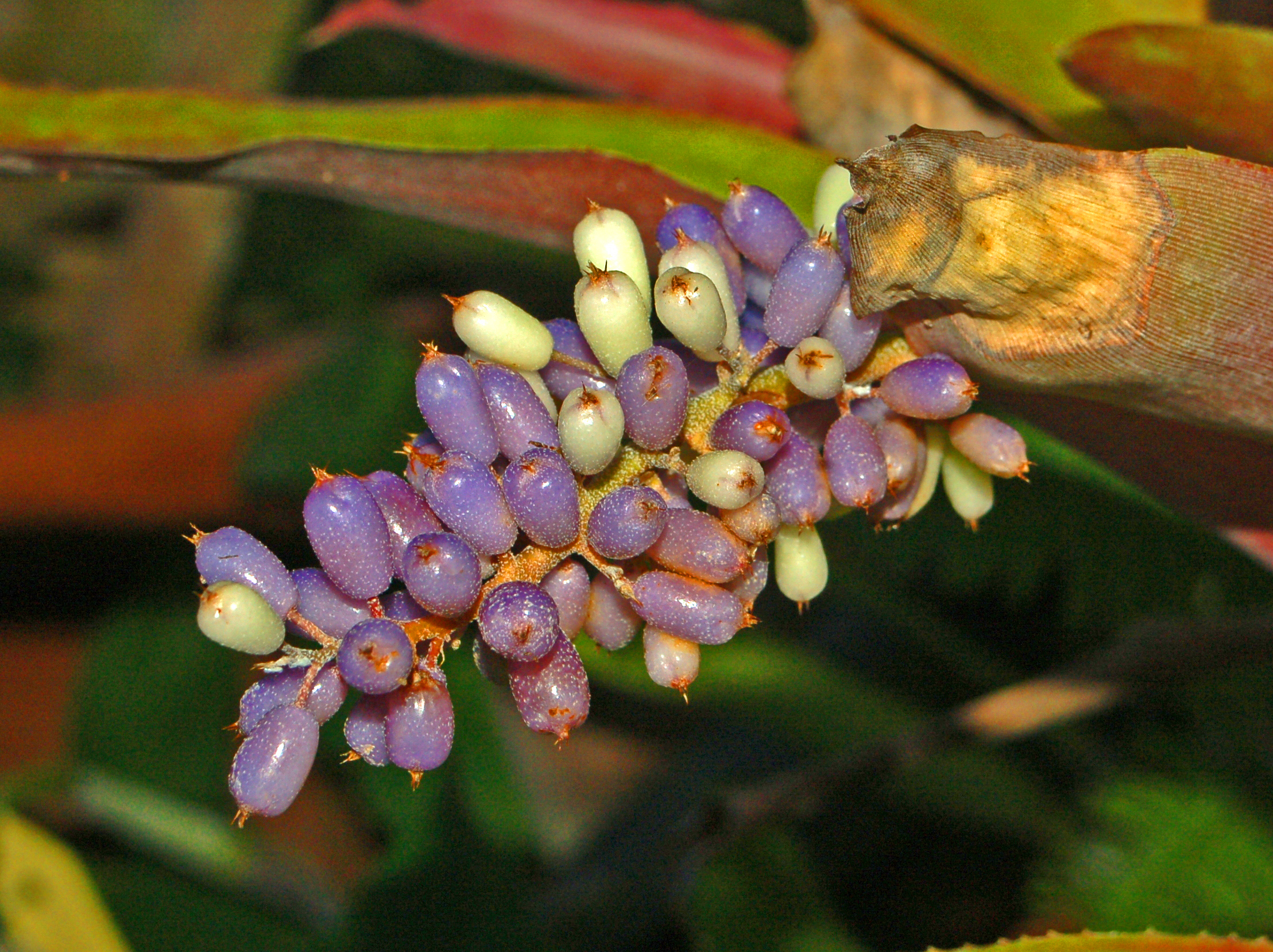
ثمار أكمية لوديمانية